# Aciphylla indurata
Aciphylla indurata är en flockblommig växtart som beskrevs av Thomas Frederic Cheeseman. Aciphylla indurata ingår i släktet Aciphylla och familjen flockblommiga växter. Inga underarter finns listade i Catalogue of Life.